# لی الینگتون
لی الینگتون (انگلیسی: Lee Ellington؛ زادهٔ ۳ ژوئیهٔ ۱۹۸۰) بازیکن فوتبال اهل بریتانیا است.
از باشگاه‌هایی که در آن بازی کرده‌است می‌توان به باشگاه فوتبال آلترینچام، باشگاه فوتبال هال سیتی، باشگاه فوتبال اکستر سیتی، باشگاه فوتبال استالی‌بریج سلتیک، باشگاه فوتبال گینزبورو ترینیتی، باشگاه فوتبال گایزلی، باشگاه فوتبال هروگیت تاون، و باشگاه فوتبال درویلزدن اشاره کرد.